# 大瓜尔迪亚宫

大瓜尔迪亚宫

大瓜尔迪亚宫（Palazzo della Gran Guardia）位于意大利北部城市维罗纳市中心布拉广场，是该广场南部边缘的第一座建筑，毗邻维罗纳圆形竞技场。
在17世纪，第90任威尼斯执政官莱昂纳多多纳托在此建造军队营房。工程开始于1610年，但由于资金短缺而停工。近200年后，在1808年，建筑师朱塞佩·巴尔比埃里被委任设计并完成该项目，又花了45年才完成。

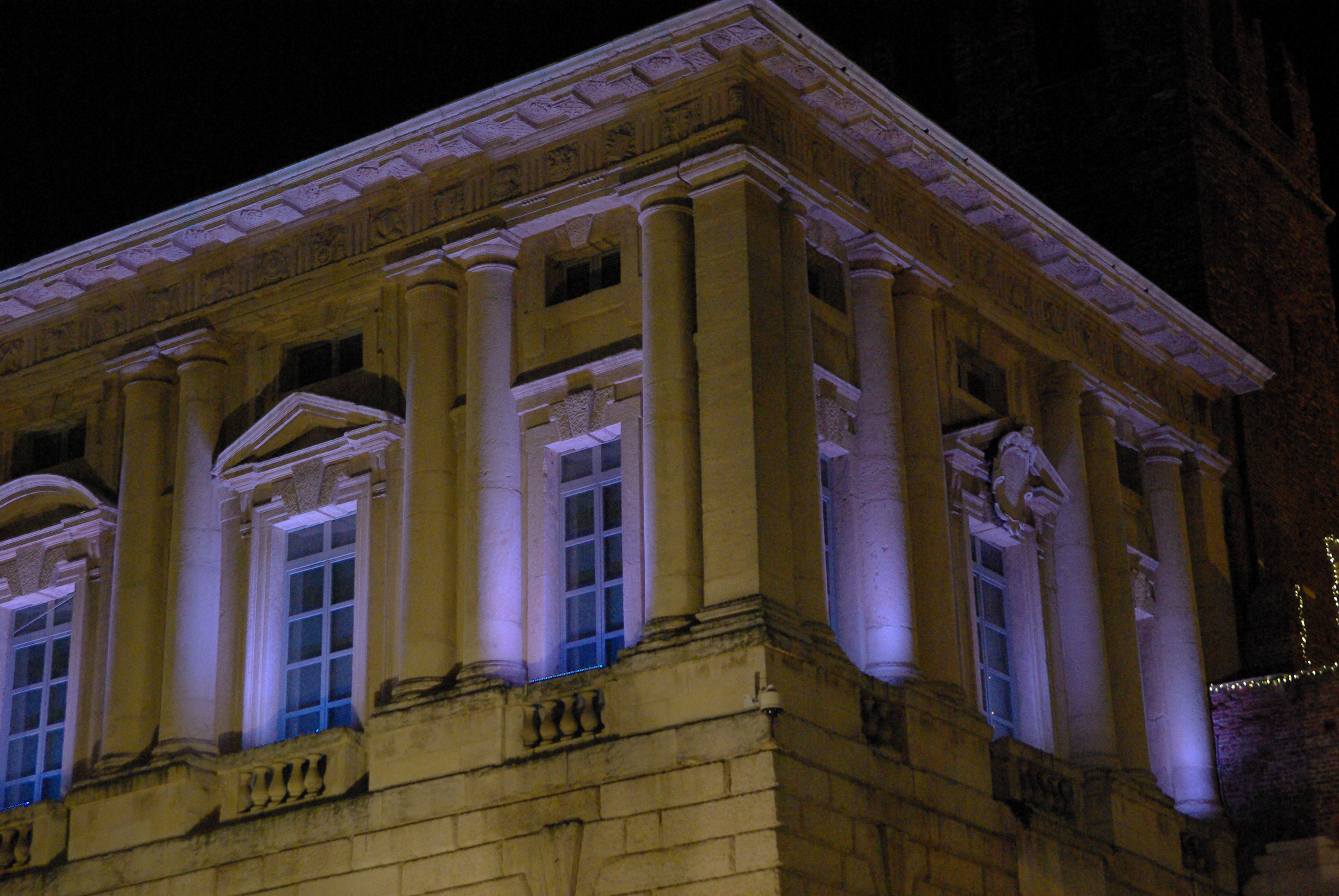
立面

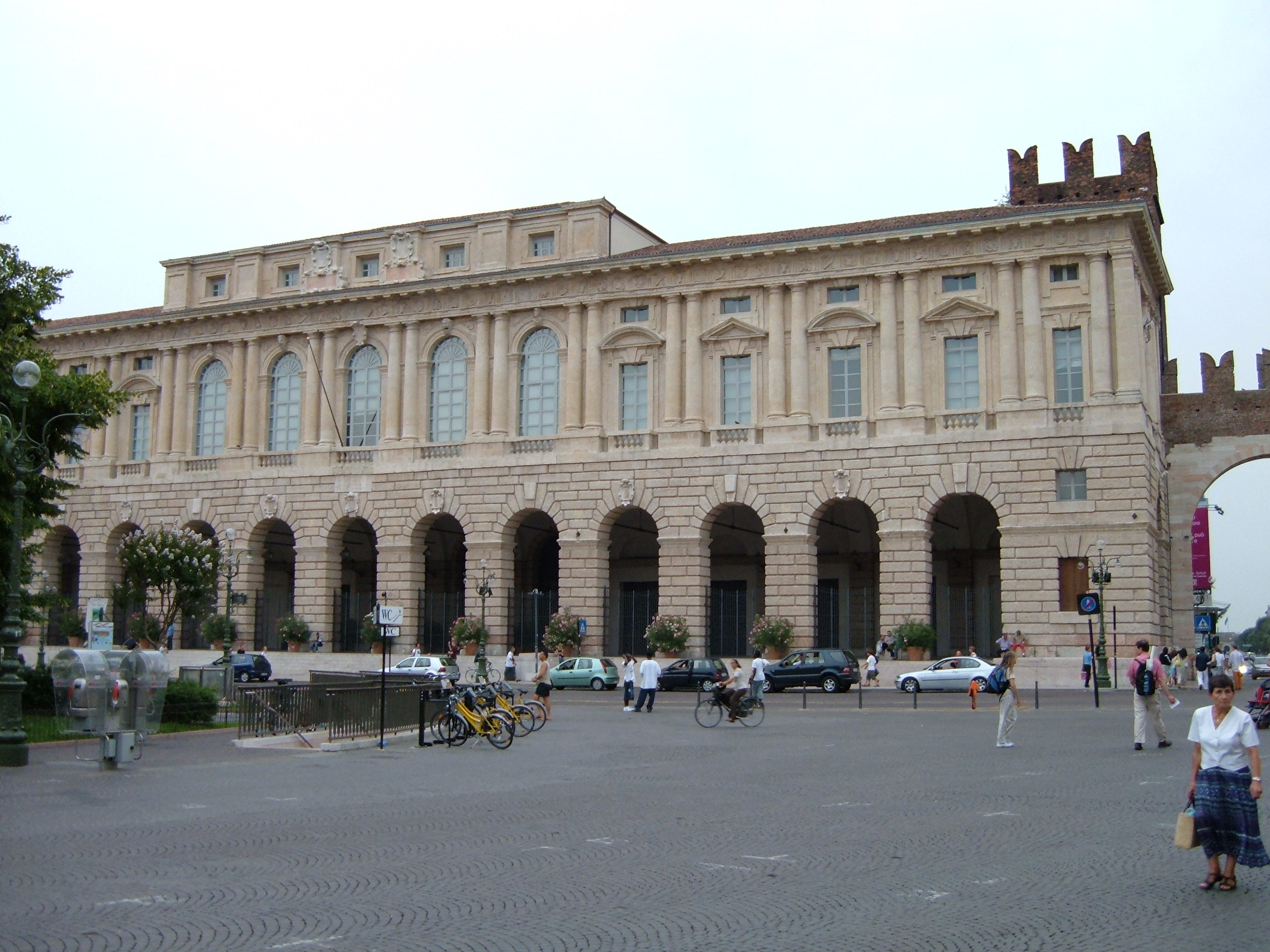
立面

该建筑现在用于会议和展览。